# Santa Ninfa dei Crociferi

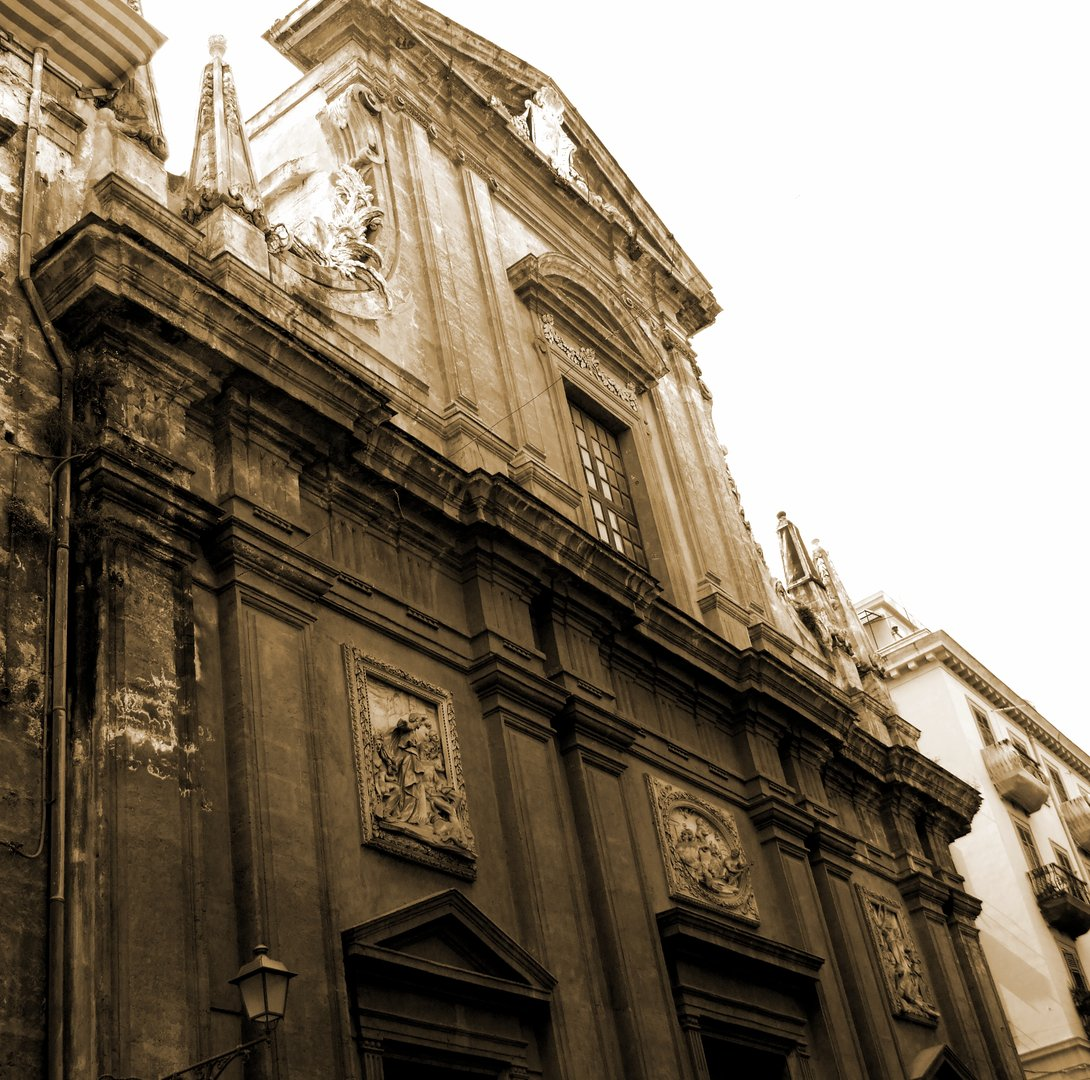
Santa Ninfa dei Crociferi

Die Santa Ninfa dei Crociferi ist eine Kirche des Barock in Palermo.

## Beschreibung
Die in der Via Maqueda gelegene Kirche ist eine Gründung der Kamillianer, die Grundsteinlegung erfolgte 1601 durch den Heiligen Camillo de Lellis, dem Gründer des „Ordo Clericorum Regularium Ministrantium Infirmis“, die auch „Crociferi“ und in Deutschland Kamillianer genannt werden. Noch bevor die Fassade und die Ausstattung abgeschlossen waren, wurde die Kirche 1660 geweiht.
Giuseppe Venanzio Marvuglia errichtete mit Unterstützung von Ferdinando Lombardo zwischen 1750 und 1760 die Fassade, die durch zwei Pilasterpaare strukturiert sind und durch ein Gebälk verbunden sind. Der Giebel ist mit dem von Girlanden gerahmten Emblem der Kamillianer versehen.
Die Stuckdekoration der Fassade stammt von Luigi Romano. Die Szene mit „Der Heilige Camillo heilt Kranke“ stammt von Vittorio Perez und „Das Martyrium der Santa Ninfa“ von Gaspare Firriolo.
Das Innere der einschiffigen Kirche erfüllt die liturgischen Anforderung der Gegenreformation, wie die in Rom von Vignola erbauten Il Gesù. Die Vierung erhielt von Gaetano Riolo († 1856) eine gemalte Scheinkuppel in (Trompe-l’œil).
In der Kirche und der Krypta befinden sich viele Grabmäler von „Crociferi“ (Kamillianern), wie Paolo und Giacomo Amato, Giovanni Battista Vaccarini und Ferdinando Lombardo sowie von zahlreichen Angehörigen des Sizilianischen Adels.

## Ausstattung
- Giacomo Serpotta: in der cappella del Crocifisso „Madonna, Maria Magdalena und Johannes am Fuß des Kreuzes“ (um 1730)
- Procopio Serpotta: „Martyrium des San Venanzio“ sowie Allegorische Figuren
- Guglielmo Borremans: „Josefs Tod und Transition“
- Giuseppe Mariani: „Bau der Cappella Sa“, Giuseppe (1726)
- Gioacchino Martorana: im Presbyterium “Die Heiligen Agata, Oliva, Rosalia mit Maria, Josef und der Trinität” (1768)
- Gaspare Serenario: „Der Heilige Camillo trifft im Himmelreich ein“
- Cristoforo Milanti: Skulptur Schmerzensmutter
- Filippo Pennini: Grabmal des Don Giuseppe Giurato (1772, nach einem Entwurf von Marvuglia)
- Alessandro D’Anna (Palermo 1746 – Neapel 1810): „Filippo Neri in der Glorie“ (1769)